# Fraise de Samer
Les fraises de Samer sont des produits horticoles issus des cultures de fraisiers proches du village de Samer dans le Pas-de-Calais. La fraise de Samer est une spécialité gastronomique du village de Samer, et du boulonnais en général. Elle est très appréciée pour son goût.

## Histoire
Les fraises de Samer sont cultivées traditionnellement depuis plus d’un siècle. 

## Culture
La fraise de Samer est l'une des rares fraises de France à pousser en pleine terre. Sa culture s’étend sur tout l'ancien canton de Samer (qui va officiellement de Dannes et Écault à l'ouest, à Doudeauville à l'est). Plus d'une quinzaine de variétés différentes de fraises y sont cultivées. La qualité des sols, le microclimat du bocage boulonnais et l’exposition des parcelles donnent à la fraise de Samer un goût très apprécié.
On compte environ 40 producteurs de fraises. Pour la plupart des producteurs, cette activité représente un complément de revenus. Seuls quelques-uns d'entre eux présentent des surfaces en production de fraises plus importantes.

## Fête des fraises
La fête des fraises se déroule à Samer tous les ans au mois de juin depuis 1959, sur une idée du maire de l'époque, Jean Basilien.
Les producteurs présentent leurs fruits et les vendent. Les participants sont invités à goûter et à choisir la meilleure d’entre elles.
Des concerts, des spectacles et une brocante sont organisés pour fêter l’événement.

## Impact économique et social
Les producteurs vendent leurs fraises dans les alentours de Samer et dans le boulonnais. Le mode de culture fait qu'elles sont plus chères que de nombreuses autres fraises. Aujourd'hui, la fraise de Samer est une spécialité du boulonnais, très appréciée dans la région. Elle est devenue une marque déposée : seules les fraises cultivées dans le secteur de Samer peuvent porter ce nom. Elles doivent respecter un cahier des charges sévère qui interdit notamment la culture hors-sol, contrairement à de nombreuses fraises du Montreuillois.
Les fraises de Samer apportent au village une certaine attraction touristique, notamment lors de la fête des fraises.